# 583
Cette page concerne l'année 583  du calendrier julien. Pour l'année 583 av. J.-C., voir 583 av. J.-C.
L'année 583 est une année commune qui commence un vendredi.

## Événements
- Été : campagne des Byzantins contre les Perses en Arzanène. Le général byzantin Jean Mystacon assiège la forteresse d'Acbas sur le Nymphios mais est repoussé à l'automne. Les négociations de paix engagées pendant l'hiver 583-584 échouent[1].

- Les Berbères dévastent le pays de Scétè (Wadi Natrun en Égypte) en 583-584[2].
- Premier voyage du jeune Mahomet en Syrie aux côtés de son oncle Abû Tâlib[3].
- Révolte antiféodale des pasteurs en Mongolie sous la conduite du prince Abo (fin en 586)[4].

### Europe
- Février : crue de la Seine à Paris relatée par Grégoire de Tours ; les eaux de la Seine et de la Marne « grossirent au-delà de coutume, et beaucoup de bateaux firent naufrage entre la cité et la basilique »[5].
- 17 avril : Chilpéric installe à Paris sa capitale au mépris de l'indivision décidée depuis 561. Son fils Thierry est baptisé le lendemain, jour de Pâques, par l'évêque Ragnemod[6].
- Avril : incendie du forum à Constantinople[7].
- 10 mai : tremblement de terre à Constantinople[7].
- Mai : 
  - Les Avars demandent une augmentation du tribut payé par les Byzantins[1].
  - Le concile provincial réuni à Lyon sous la présidence de l'évêque Priscus prescrit que les lépreux doivent être vêtus et nourris par les évêques pour limiter leurs vagabondages[8].
- Printemps-été : Chilpéric attaque les possessions de son frère Gontran, roi d'Orléans, dans le Berry. Il envoie les ducs Didier (Aquitaine) et Bladaste (Novempopulanie), qui rencontrent les armées de Gontran à Châteaumeillant, où de lourdes pertes sont subies de part et d'autre. Didier et Bladaste, rejoint par Berulfus (duc de Tours, Poitiers, Angers et Nantes) assiègent Bourges. Au nord, Chilpéric est surpris près de Melun par Gontran. Un accord est signé le lendemain. Le siège de Bourges est levé mais les troupes ravagent le pays en se retirant[9]. Chilpéric est obligé de tuer de sa main un des plus acharnés pillards, le comte de Rouen[10].
- Été : les Avars envahissent les Balkans, prennent Singidunum, Viminacium et Augusta en Illyricum et atteignent Anchialos sur la mer Noire[1].
- Automne : ambassade byzantine de Comentiolus et Elpidius auprès de Bayan, le khagan des Avars, à Anchialos[1].
- 1er novembre : le concile de Mâcon permet aux chrétiens de racheter aux Juifs des esclaves pour 12 sous, soit pour leur donner la liberté, soit pour les prendre à leur service[11]. Des marchands Juifs d’esclaves sont cités à Narbonne et à Naples[12].

- Le duc Grasulf de Frioul se met en contact avec Childebert II et sa mère Brunehilde pour qu’ils entreprennent une campagne en Italie contre les Lombards avec les subsides de Byzance (50 000 sous d’or). Childebert revient après avoir fait la paix à prix d’argent avec les Lombards (585)[13].
- Les Bavarois se heurtent aux Slaves près d’Aguntum, sur le cours supérieur de la Drave (Lienz)[14].
- Fondation de Monemvasie par des Grecs de Laconie chassés par les invasions slaves du Péloponnèse[15].